# 郭連城
郭連城（？—？），號笑瀛，山西潞安府平陸縣人，明末清初政治人物。

## 生平
萬曆四十年（1612年）壬子科山西乡试舉人，崇祯四年（1631年）辛未科进士，户部观政，授太平府推官，六年任乡试同考官，因刚介得罪御史，八年被降职为懷慶府照磨。清顺治二年门生推举他入京任职，以养親坚辞。